# Босиљево
Босиљево је насељено место и седиште општине у Карловачкој жупанији, Република Хрватска.

## Историја
До територијалне реорганизације у Хрватској налазило се у саставу бивше велике општине Дуга Реса.

## Становништво
Према попису становништва из 2011. године, насеље Босиљево је имало 63 становника, а као општина 1.284.